# 江本寛治
江本 寛治（えもと かんじ、1936年1月28日 - 2015年9月1日）は、JFEホールディングス相談役、元会長。川崎製鉄社長としてNKKの下垣内洋一社長と経営統合の方針を決め、JFE誕生に導く。福岡県出身。1958年、九州大学工学部冶金学科を卒業後、川崎製鉄に入社。

## 略歴
- 1988年 川崎製鉄取締役
- 1991年 川崎製鉄常務
- 1994年 川崎製鉄専務（代表取締役）
- 1995年 川崎製鉄社長
- 2001年 川崎製鉄会長
- 2002年 JFEホールディングス会長、共同CEO
- 2005年 JFEホールディングス相談役
- 2015年 死去。享年79歳。